# Amalia Gómez del Corral
Amalia Gómez del Corral (Roquetas de Mar, 1898-¿?) fue una matrona española represaliada tras la guerra civil.

## Trayectoria
Residió en Roquetas hasta mediados de los años treinta en que fue acusada de intrusismo profesional por la matrona titular, Carmen Ruiz Ortega. Se trasladó a vivir a Adra, en la provincia de Almería, donde continuó su trabajo, inscrita en el Colegio de Matronas de Granada. Aunque era de izquierdas no era militante de ningún partido político ni sindicato. Sin embargo, al comenzar la guerra civil se afilió a la Sociedad de Matronas de la Unión General de Trabajadores (UGT).
En Adra vivía en el Cerro de las Cruces pero, al considerar que no era un lugar adecuado para ejercer su profesión, pidió una de las casas incautadas. Al acabar la guerra fue denunciada por el dueño de la casa que le había sido concedida.
Fue detenida e ingresada en prisión preventiva el 29 de junio de 1939, comenzando a instruírsele procedimiento sumario 10.692 en el juzgado militar de Berja en febrero del año siguiente. Se le acusó de participar en el saqueo de la vivienda de Arturo Utrera y de mantener vínculos con dirigentes republicanos. Sin embargo, las autoridades locales de Roquetas de Mar avalaron su buena conducta, al igual que Federico Utrera Cuenca, hermano del denunciante. Fue condenada a 14 años, 8 meses y un día de reclusión por Auxilio a la Rebelión, con inhabilitación absoluta en Consejo de Guerra celebrado el 21 de mayo de 1941. Estuvo internada en las cárceles de Berja (Almería) y de Almería. El tribunal recomendó conmutar la pena a 3 años y un día, descontando el tiempo ya cumplido en prisión preventiva.
Reingresó en la cárcel en octubre de 1955 en Melilla saliendo en libertad el 20 de febrero de 1956 pero reingresando de nuevo en la misma cárcel el 22 de marzo de 1957.

## Causas de la represión
El papel singular de las matronas hizo que fueran un colectivo represaliado especialmente ya que, a diferencia de la mayoría de las mujeres, las matronas poseían niveles educativos superiores y desempeñaban un rol crucial en la salud reproductiva femenina. Esto las situó en un lugar controvertido para el régimen franquista, ya que su influencia podía considerarse una amenaza para la moralidad y el ideal de mujer sumisa promovido por Estado.
Además, su independencia económica las apartaba del modelo tradicional. Su implicación en prácticas como el control de natalidad o abortos las convertía en figuras aún más peligrosas para los valores defendidos por el régimen, que buscaba una regeneración moral y demográfica del país. Esta particularidad las asemeja a las maestras y maestros, también vistos como potenciales agentes de influencia ideológica contraria al régimen.